# Cupa Tagblatt

Cupa Tagblatt a fost cea dintâi competiție fotbalistică austriacă ce s-a desfășurat timp de trei sezoane între cluburile vieneze. Campionatul a fost fondat de cotidianul local "Neues Wiener Tagblatt", ziarul cu cel mai mare tiraj din Viena.
De altfel acest turneu este considerat precursorul actualei ligi austriece. În acei ani se mai mai desfășura o altă competiție, Cupa Challenge, ce reunea cluburi de fotbal de prin toate colțurile statului dualist Austro-Ungaria.

## Ediția I1900-1901
| Loc | Club                             | M  | V | E | Î | Goluri | Puncte |
| --- | -------------------------------- | -- | - | - | - | ------ | ------ |
| 1.  | Wiener AC                        | 12 | 7 | 2 | 3 | 26-15  | 16     |
| 2.  | Vienna Cricket and Football Club | 12 | 6 | 3 | 3 | 21-17  | 14     |
| 3.  | First Vienna FC 1894             | 12 | 5 | 3 | 4 | 31-18  | 13     |
| 4.  | Wiener FC 1898                   | 12 | 1 | 2 | 9 | 6-34   | 4      |

## Ediția a II-a1901-1902
| Loc | Club                      | M | V | E | Î | Goluri | Puncte |
| --- | ------------------------- | - | - | - | - | ------ | ------ |
| 1.  | Wiener AC                 | 8 | 6 | 2 | 0 | 19- 2  | 14     |
| 2.  | First Vienna FC 1894      | 8 | 5 | 2 | 1 | 22- 4  | 12     |
| 3.  | Wiener FC 1898            | 8 | 2 | 3 | 3 | 11- 9  | 7      |
| 4.  | SK Graphia Viena          | 8 | 1 | 2 | 5 | 1-26   | 4      |
| 5.  | Hernalser F.u.AC Vorwärts | 8 | 0 | 3 | 5 | 3-15   | 3      |

## Ediția a III-a1902-1903
| Loc | Club                 | M | V | E | Î | Goluri | Puncte |
| --- | -------------------- | - | - | - | - | ------ | ------ |
| 1.  | Wiener AC            | 8 | 6 | 1 | 1 | 32- 6  | 13     |
| 2.  | First Vienna FC 1894 | 8 | 5 | 2 | 1 | 19-11  | 12     |
| 3.  | Wiener FC 1898       | 8 | 2 | 2 | 4 | 12-23  | 6      |
| 4.  | SK Graphia Viena     | 8 | 2 | 1 | 5 | 13-25  | 5      |
| 5.  | Deutscher SV Wien    | 8 | 0 | 0 | 8 | 4-15   | 0      |

## Ediția a IV-a1903-1904
În cea de a IV-a Ediție a Cupei Tagblatt s-au disputat doar 5 meciuri.
| Data & locul             | Echipa gazdă                     | Scor  | Echipa oaspete                   |
| ------------------------ | -------------------------------- | ----- | -------------------------------- |
| 18 octombrie 1903, Viena | Wiener AC                        | 2 - 0 | First Vienna FC 1894             |
| 25 octombrie 1903, Viena | SK Graphia Viena                 | 5 - 0 | Deutscher SV                     |
| 15 noiembrie 1903, Viena | Wiener AC                        | 15-2  | SK Rapid Viena                   |
| Viena                    | SK Rapid Viena                   | 2 - 1 | Vienna Cricket and Football Club |
| Viena                    | Vienna Cricket and Football Club | 2 - 2 | SK Rapid Viena                   |

Vienna Cricket and Football Club și First Vienna FC 1894 au renunțat să participe în Cupa Tagblatt și s-au înscris noua competiție fondată  Bundesliga, actualul campionat austriac. Mai târziu Olympia Viena urmează exemplul concitadinelor sale și astfel Cupa Tagblatt se desființează.